# Cihuela
Cihuela é um município da Espanha na província de Sória, comunidade autónoma de Castela e Leão, de área 34,15 km² com população de 80 habitantes (2006) e densidade populacional de 2,39 hab/km².

## Demografia
| Variação demográfica do município entre 1991 e 2004 | Variação demográfica do município entre 1991 e 2004 | Variação demográfica do município entre 1991 e 2004 | Variação demográfica do município entre 1991 e 2004 |
| --------------------------------------------------- | --------------------------------------------------- | --------------------------------------------------- | --------------------------------------------------- |
| 1991                                                | 1996                                                | 2001                                                | 2004                                                |
| 115                                                 | 111                                                 | 90                                                  | 82                                                  |